# L'art de vérifier les dates
L’art de vérifier les dates (El arte de verificar las fechas) es una extensa cronología de la historia de la humanidad desde la creación del mundo hasta 1842.  
La primera edición apareció en 1750, un único volumen in-folio que aprovechando los trabajos del difunto Maur Dantine compusieron Charles Clémencet y Ursin Durand, todos ellos benedictinos de la congregación de San Mauro. Veinte años más tarde fue revisada y completada por el también maurista François Clément, que entre 1783 y 1787 la amplió hasta formar tres volúmenes. 
Junto con un calendario solar, calendarios de letra dominical y un santoral católico, la obra detalla las cronologías de la era precristiana, del Antiguo y Nuevo Testamento, de la historia de Roma antigua, de los concilios religiosos y de los eclipses de sol y luna, así como de los papas y patriarcas de Alejandría, de los gobernantes de los reinos, principados y ducados antiguos y modernos de Europa Occidental, de los califas y sultanes del norte de África y Oriente Próximo, y de los emperadores de China y Japón, incluyendo una breve reseña biográfica de cada uno de ellos; pone especial énfasis en los estados del reino de Francia, del que incluye también los condes.
Tras la desaparición de la congregación durante la Revolución francesa, en 1818 la obra fue nuevamente reeditada por Nicolas Viton de Saint-Allais con la ayuda de algunos miembros del Instituto de Francia, entre ellos Louis-Mathieu Langlès, Pierre Lespine o Chrétien-Siméon Le Prévost d'Iray; respetando el texto original, pero con una estructura más adecuada al formato en octavo, publicó 5 tomos en los que recogía la cronología anterior a la era cristiana y otros 18 en que trataba de la época posterior al nacimiento de Jesucristo. Entre 1821 y 1842 se publicaron otros 18 volúmenes de nueva redacción que recogían la cronología desde 1770 hasta la fecha e incluían los estados de América.

## Ediciones
1. ↑  L'art de vérifier les dates des faits historiques, des chartes, des chroniques et autres anciens monumens (1750), Tomo único.
2. ↑  L'art de vérifier les dates ... (1770), Tomo único.
3. ↑  L'art de vérifier les dates ... (1783-1787), vols. I II III.
4. ↑  L’art de vérifier les dates ... avant l'ère chrétienne (1818-1819), vols. I II III IV V.
5. ↑  L’art de vérifier les dates ... depuis la naissance de Notre-Seigneur (1818-1819), vols.  I II III IV V VI VII VIII IX X XI XII XIII XIV XV XVI XVII XVIII.
6. ↑  L’art de vérifier les dates ... depuis l'année 1770 jusqu'a nos jours (1821-1842), vols. I II III IV V VI VII VIII IX X XI XII XIII XIV XV XVI XVII XVIII Índice.

- Datos: Q1880606